# Drozdoń tybetański
Drozdoń tybetański (Zoothera salimalii) – gatunek średniej wielkości ptaka z rodziny drozdowatych (Turdidae). Opisany po raz pierwszy w 2016 (opis ukazał się w wersji on-line 20 stycznia). Występuje we wschodnich Himalajach i Dulongjiang w chińskiej prowincji Junnan. Nie jest zagrożony.

## Taksonomia

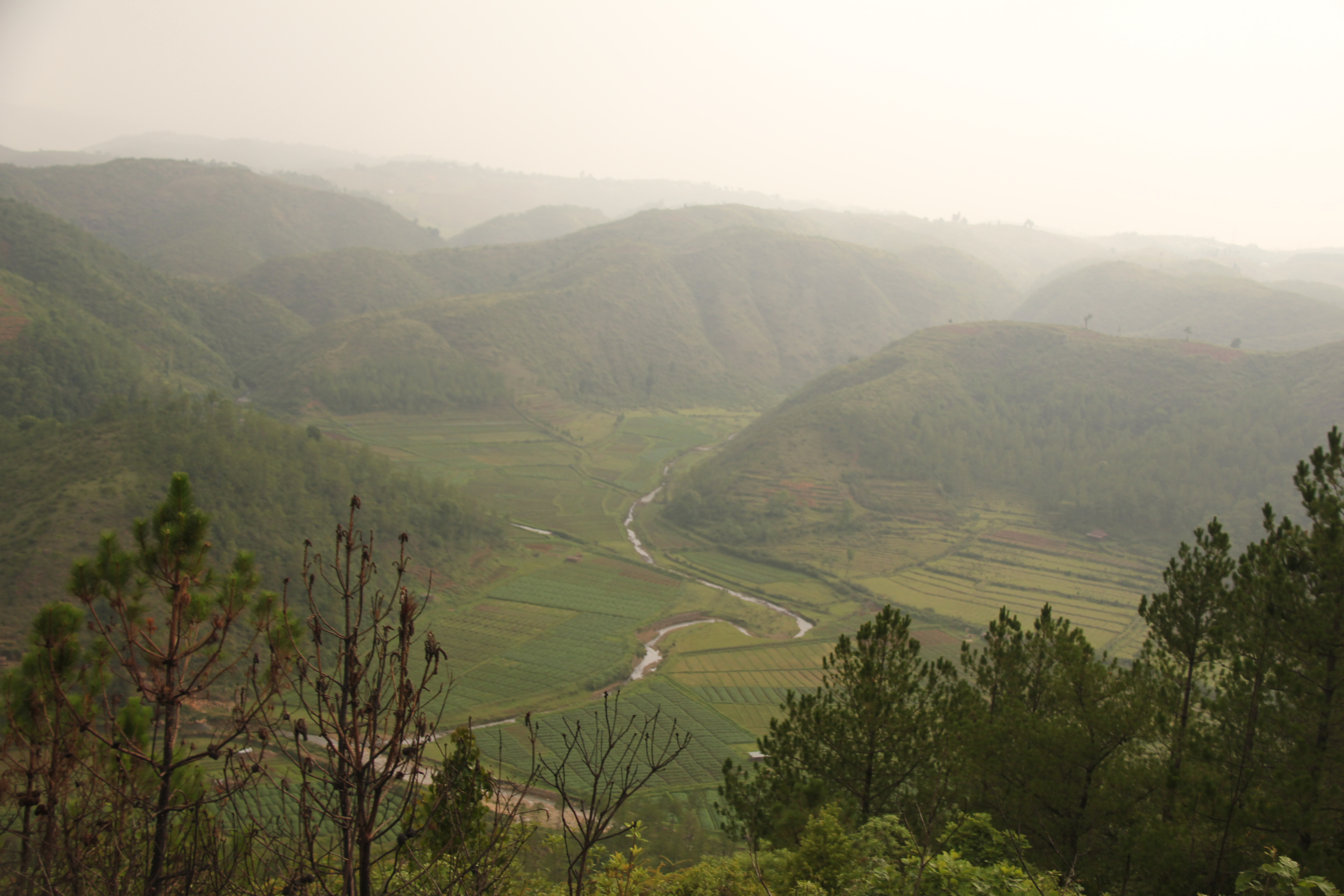
Miejsce odłowienia holotypu, Mawphlang, w 2011

Po raz pierwszy gatunek opisany w 2016 na łamach „Avian Research”. Holotyp został odłowiony 21 stycznia 1954 w wiosce Mawphlang w Khasi Hills (stan Meghalaya, Indie); był to dorosły samiec. Przechowywany jest (2016) w University of Michigan Museum of Zoology i oznaczony numerem UMMZ 181969. Badanie, które doprowadziło do wyłonienia drozdonia tybetańskiego, rozpoczęto w 2009, gdy Per Alström i Shashank Dalvi odkryli we wschodnich Himalajach, że występujące tam ptaki uznawane za drozdonie łuskobrzuche (Zoothera mollissima) reprezentują w istocie dwa gatunki, rozdzielone preferowaną wysokością, środowiskiem i pieśnią, jednak wizualnie nieodróżnialne w terenie.
Nazwa naukowa upamiętnia Salima Alego, indyjskiego ornitologa. Nie wyróżnia się podgatunków.

## Morfologia
Wymiary szczegółowe (w nawiasach liczba zmierzonych okazów): długość górnej krawędzi dzioba (od jego nasady w czaszce) 25,8–33,8 mm (53), długość skrzydła: 127–143 mm, długość ogona: 81,7–106 mm (51), długość skoku: 31,2–38,1 mm (53), długość tylnego pazura 8,9–11,6 mm (46).
Drozdonie tybetańskie podobne są do łuskobrzuchych (Z. mollissima), syczuańskich (Z. griseiceps) i – w mniejszym stopniu – długosternych (Z. dixoni). W porównaniu do drozdoni łuskobrzuchych tybetańskie cechują się m.in. dłuższym i wyższym dziobem, niższą krawędzią niższej części żuchwy, bardziej zakrzywioną krawędzią dzioba z wyraźniejszym hakiem na końcu, całym ciemnym dziobem włącznie z nasadą żuchwy (u Z. mollissima jest ona jasnoróżowa lub żółtawa), grubszymi, dłuższymi włosami szczeciniastymi u nasady dzioba, krótszymi skrzydłami, krótszym ogonem i skokiem.

## Zasięg, ekologia i zachowanie
Drozdoń tybetański występuje we wschodnich Himalajach i dolinie rzeki Dulong w prowincji Junnan. We wschodnich Chinach obserwowany był na wysokości 3430–3800 m n.p.m. w starych lasach iglastych z domieszką rododendronów i innych drzew o szerokich liściach, z bujnym podszytem; okazjonalnie spotykane były do górnej granicy występowania drzew, 4200 m n.p.m. W Bengalu Zachodnim drozdy te obserwowane były na wysokości 3200–3650 m n.p.m. Jedno doniesienie pochodzi z centralnego Bhutanu, gdzie ptaka obserwowano na 3390 m n.p.m. W Dulongjiang w prowincji Junnan autorzy 1. opisu określili drozdonie tybetańskie jako liczne i odnotowali je na wysokości 3350–3500 m n.p.m., w innym niż uprzednio środowisku: na stromych zboczach z bambusami, rododendronami, skalnymi wychodniami i rozproszonymi drzewami iglastymi. W paśmie Cang Shan (Dali) obserwowano dwa samce śpiewające w lesie jodeł Delavaya (Abies delavayi) z domieszką rododendronów, na wysokości około 3850 m n.p.m. Poza sezonem lęgowym drozdonie tybetańskie zdają się preferować gęste lasy szerokolistne. W Dulongjiang ptaki te dawały łatwo się obserwować, siadając na szczycie drzewa iglastego, łodydze bambusa lub wychodni skalnej.
Pieśń drozdonia tybetańskiego jest w porównaniu do pieśni drozdonia łuskobrzuchego bardziej muzykalna i typowa dla drozdów. Stanowi mieszankę głębokich, ciągnących się czystych dźwięków i krótszych, cieńszych dźwięków.

## Status
Międzynarodowa Unia Ochrony Przyrody (IUCN) od 2016 roku uznaje drozdonia tybetańskiego za gatunek najmniejszej troski (LC, Least Concern). Liczebność populacji nie została oszacowana, ale ptak ten opisywany jest jako lokalnie pospolity, a nawet bardzo liczny. Ze względu na brak dowodów na spadki liczebności bądź istotne zagrożenia dla gatunku, BirdLife International uznaje trend liczebności populacji za stabilny.